# Улу (село)
Улу́ (также Улуу, (якут. Улуу), в переводе Великий) — село в Алданском районе Республики Саха (Якутия) Российской Федерации. Входит в состав муниципального образования «Городское поселение город Томмот». Население — 109 чел. (2021).

## География
Расположено на юге республики, в пределах Алданского щита, на левом берегу реки Улу (левого притока Амги), в 267 км к северо-востоку от районного центра города Алдана и в 188 км от города Томмота (расстояние по автодороге).

## История
Основано в 1953 году как опорный пункт автодорожников на строящейся автодороге Большой Невер — Якутск.
Согласно Закону Республики Саха (Якутия) от 30 ноября 2004 года N 173-З N 353-III село вошло в образованное муниципальное образование «Городское поселение город Томмот».

## Население
| 2002 | 2010 | 2021 |
| ---- | ---- | ---- |
| 179  | ↘139 | ↘109 |

## Инфраструктура
В селе — автодорожный участок. Ремонтные мастерские, шиномонтаж, придорожные кафе, АЗС Саханефтегазсбыт. В селе работает мобильный оператор Мегафон 4G и Yota 4G

## Транспорт
Развит автомобильный и железнодорожный транспорт. Автомобильный и железнодорожный мосты через реку Улу.
Проходит также Амуро-Якутская железнодорожная магистраль. Ближайшая железнодорожная станция Кюргелях находится в 10 км к северу от села.